# Pseudo-Skilak
Pseudo-Skilak (sredina 4. stoljeća pr. Kr.), starogrčki je anonimni zemljopisac, koji je autor djela Peripla, u kojem se nalazi najstariji sačuvani opis istočne jadranske obale. Djelo mu pripada književnom rodu peripla (grč. περίπλοι: oplovbe). Pseudo Skilak je pseudonim ovog zemljopisca.
U Periplusu Pseudo-Skilak opisuje oplov obale Sredozemnog i Crnog mora u smjeru kazaljke na satu, počevši od Iberije, pa do iza Heraklovih stupova. Dio koji se odnosi na sjevernoafričku obalu vjerojatno je preuzet iz Periplusa kartaškog istraživača Hannoa Pomorca.
Periplus, doslovno "oplov" ili "peljar", pronađen je u 17. stoljeću (prvi put objavljen u Augsburgu 1600.). Na početku rukopisa stoji da se radi o djelu Skilaksa iz Karijande, grčkog logografa i zemljopisca koji je živio u 6. stoljeću pr. Kr. Kasnije je postalo jasno da je djelo moralo nastati kasnije jer se u njemu spominju naselja koja su nastala nakon Skilakovog vremena. Tako se za autora Periplusa uobičajio naziv "Lažni" ili "Pseudo" Skilak. 

## Prijevod dijela Periplusa koji govori o istočnoj jadranskoj obali:
Nakon Veneta je narod Histra i rijeka Istros (rijeka Mirna). Putovanje duž obale Histra traje dan i noć. 
Nakon Histra je narod Liburna. A u ovog su naroda gradovi uz more Lias, Idassa, Attienites, Dyyrta, Aloupsoi, Olsoi, Pedetai, Hemionoi. Liburnima vladaju žene i žene su slobodne od muškaraca, te se miješaju sa svojim vlastitim robovima i s muškarcima sa susjednih područja. Na ovom su području sljedeći otoci kojima znam imena, a mnogo ih je i bez imena: Istris, otok od 210 stadija i širine 120, Elektrides (kvarnerski otoci), Mentorides (Rab, Pag i okolni otoci), i ti su otoci veliki, zatim rijeka Katarbates (Krka). Putovanje duž Liburnske obale traje dva dana.
Nakon Liburna je narod Ilira, a Iliri žive uz more sve do Chaonie kod Kerkyre i otoka Alkinosa. A tamo je grčki grad imenom Herakleja, s lukom. Barbari, zvani Lotofagi, su ovi: Hierastamnai, Boulinoi i Hylloi. A ovi kažu da ih je Hyllos, Heraklov sin naselio, i oni su barbari. A nastavaju poluotok malo manji od Peloponeza. Boulinoi žive pored njih. A Boulinoi su Ilirski narod. A obalno putovanje od područja Boulinoia do rijeke Nestos (rijeka Cetina) traje dugi dan. 
A od Nestosa putovanje slijedi zaljev. I cijeli taj zaljev zove se Manios. I obalno putovanje traje jedan dan. A u tom su zaljevu otoci, Proteras (Drvenik Veli), Krateiai (Brač), Olynta (Šolta). I oni su jedan od drugoga udaljeni dva stadija ili malo više. Zatim su Pharos (Hvar) i Issa (Vis). Jer ovdje je Novi Pharos (Stari Grad na Hvaru), grčki otok, i otok Issa, i to su grčki gradovi. Prije plovidbe duž obalu do rijeke Narone (rijeka Neretva), mnogo se zemlje izbočuje vrlo mnogo prema moru. I tu je otok blizu obalnog područja, čije je ime Melita (Mljet), i drugi otok blizu njega, čije je ime crna Korkyra (Korčula). I taj otok se pruža duž jednog poluotoka s obalnog područja, a s drugim poluotokom dolazi prema rijeci Naroni. A od Melite udaljen je 20 stadija, a od obalnog područja 8 stadija.
Nakon Nestijaca je rijeka Narona (Neretva), i put u Naronu nije uzak, jer čak i trirema ulazi u nju, i drugi brodovi do gornjeg trgovačkog grada koji je od mora udaljen 80 stadija. Tamo su Manijci, po narodnosti Ilirci. Tamo je jezero, veliko, prema unutrašnjosti od trgovačkog grada, i jezero se pruža do Ilirskog naroda Autariatai. I tamo je otok u jezeru od 120 stadija i zemlja je na otoku vrlo dobro obrađena. I iz tog jezera teče rijeka Narona, Od Narone do rijeke Arion dan je putovanja, a od rijeke Arion do rijeke Rhizous putovanje od pola dana. Kadmosovo i Harmonijino kamenje je ovdje i svetište nedaleko od rijeke Rhizous. Od rijeke Rhizous do Bouthoe putovanje (...) i trgovački grad.